# Ame to Kimi to
Ame to Kimi to (雨と君と?) es una serie de manga japonesa escrita e ilustrada por Ko Nikaido. Se publica en la revista de manga seinen Weekly Young Magazine de Kodansha desde agosto de 2020. Una adaptación televisiva de la serie de anime producida por Lesprit se estrenará en julio de 2025.

## Personajes
Fuji (藤?)
 Seiyū: Saori Hayami
Mimi (ミミ?)
 Seiyū: Yuna Kamakura
Ren (レン?)
 Seiyū: Satomi Satō
Kii Ella Krause (クラウゼ・エラ・希依 Kurauze Era Kii?)
 Seiyū: Yuzu Yumoto
You (君 Kimi?)
 Seiyū: Anna Mugiho
Tatsuo (辰雄?)
 Seiyū: Yōji Ueda
Michiko (道子?)
 Seiyū: Mie Sonozaki
Teru (テル?)
 Seiyū: Kikunosuke Toya
Wako (ワコ?)
 Seiyū: Yumiri Hanamori
Veterinario (獣医さん Jūi-san?)
 Seiyū: Chafurin
Hiura (日浦?)
 Seiyū: Shūhei Sakaguchi
Hojo (北條 Hōjō?)
 Seiyū: Mitsuho Kambe
Arata (アラタ?)
 Seiyū: Yume Miyamoto

## Contenido de la obra

### Manga
El manga fue escrito e ilustrado por Ko Nikaido, Ame to Kimi to debutó en la revista Seinen de Kōdansha Weekly Young Magazine, el 17 de agosto de 2020. Kodansha ha recopilado sus capítulos en volúmenes tankōbon individuales. El primer volumen se lanzó el 5 de marzo de 2021. Al 6 de diciembre de 2023 se han publicado seis volúmenes.
En América del Norte, el manga ha sido autorizado para su lanzamiento digital en inglés por Kodansha USA y el primer volumen se publicó el 23 de noviembre de 2021.

### Anime
En agosto de 2024, se anunció que el manga recibirá una adaptación a serie de televisión de anime. La serie está producida por Lesprit y dirigida por Tomohiro Tsukimisato, con guiones escritos por Tōko Machida y personajes diseñados por Ayano Ōwada. Se estrenará el 6 de julio de 2025 en el bloque de programación NUMAnimation en las afiliadas de ANN, incluidas TV Asahi y BS Asahi. Crunchyroll obtuvo la licencia de la serie en América del Norte, América Central, América del Sur, Europa, África, Oceanía, Oriente Medio, CEI, India y Sudeste Asiático.

## Recepción
En una reseña de los dos primeros volúmenes, Rebecca Silverman de Anime News Network elogió la serie por su arte y su historia, afirmando: " Ame to Kimi to es una historia lenta y dulce sobre el vínculo entre una mujer y su mascota. ¿Importa cuál sea la mascota? Tal vez, pero creo que el principal atractivo de esta serie es lo simple que es simplemente sentarse y disfrutar del viaje".
La serie fue nominada al premio Next Manga Award 2022 en la categoría de manga impreso y quedó en cuarto lugar entre 50 nominados. 